# زمن العار (مسلسل)
زمن العار مسلسل اجتماعي سوري عُرض في رمضان 1430 هـ الموافق 2009، من بطولة بسام كوسا، تيم الحسن، سلافة معمار، منى واصف، خالد تاجا، ثناء دبسي، سمر سامي ونخبة كبيرة من نجوم الدراما السورية، المسلسل من إخراج رشا شربتجي وإنتاج شركة «عاج للإنتاج الفني والتوزيع». يناقش المسلسل مفهوم العار والشرف في المجتمعات العربية وبالتحديد لدى الطبقة المتوسطة والكادحة فيه وارتباط هذا المفهوم بالمراة والعذرية.

## القصة
تدور أحداث المسلسل حول شخصية بثينة (سلافة معمار)، فتاة تجاوزت الثلاثين من عمرها، أفنت شبابها في خدمة أمها المصابة بمرض مزمن (ثناء دبسي) أقعدها الفراش 11 سنة، مما سبب لها عزلة عن العالم الخارجي وحرمها من أنوثتها ومن تحقيق أحلامها كامراة في الحصول على زوج وبيت وعائلة، لتجد نفسها فجاة أمام «جميل» (تيم الحسن)، زوج صديقتها الوحيدة «صباح» (قمر خلف)، ومنفذها إلى المجتمع والذي يوقظ شعور الأنوثة المنسية فيها ليوقعها في شباكه ويقنعها بالزواج منه عرفيا في السر بدون علم عائلتها. تجد بثينة نفسها والتي لم تتعرف ولم تواعد رجل في حياتها أمام جميل الذي يطالبها بحقه الجسدي فيها فيقع بذلك المحظور، وتفقد بثينة عذريتها وتصبح حاملا لتجد نفسها في مواجهة مجموعة من القيم والمفاهيم التي تجرم فعلتها.

## وصلة خارجية
- زمن العار على موقع IMDb (الإنجليزية)
- زمن العار على موقع كينوبويسك (الروسية)
- زمن العار على موقع قاعدة بيانات الفيلم (الإنجليزية)